# La Mort d'Orphée (Berlioz)
La Mort d'Orphée est la première cantate composée par Hector Berlioz pour le Prix de Rome, en juillet 1827, pour ténor, chœur et orchestre. 

## Composition
Hector Berlioz entre en loge pour le Prix de Rome le 28 juillet 1827, et compose une cantate pour ténor, chœur et orchestre sur le thème d'Orphée déchiré par les Bacchantes, poème d'Henri-Montan Berton.
La partition est déclarée « inexécutable » par le jury, dont Berton faisait partie.

## Création
Grâce au soutien de son maître Lesueur, Berlioz donne un concert de ses premières œuvres, le 26 mai 1828 dans la salle du Conservatoire, concert auquel Lesueur et Reicha assistent, ainsi que Hérold, Auber et Habeneck. Berlioz présente au même concert la Scène héroïque (La Révolution grecque), les ouvertures de Waverley et des Francs-juges, ainsi que la cantate « La Mort d'Orphée, déclarée inexécutable par le jury de l'Institut » remplacée à la dernière minute par le Resurrexit de sa Messe solennelle.

## Présentation
La Mort d'Orphée, référencée H25 dans le catalogue des œuvres de Berlioz établi par le musicologue américain Dallas Kern Holoman, est en quatre mouvements :
1. Introduction — Larghetto en ré majeur, à 
 ;
2. Monologue d'Orphée — Allegretto — Larghetto en la majeur ;
3. Bacchanale — Allegro assai agitato en ut mineur, à 
 ;
4. Tableau musical — Larghetto.

## Discographie
- Gérard Garino, Dutch Radio Choir & Radio Symphony Orchestra, dirigés par Jean Fournet (1988, Denon CO-72886) avec Le Cinq mai, L'Impériale et la Scène héroïque — concert public du 18 janvier 1987.Pierre-René Serna signale cet enregistrement réunissant des « pièces rares et magnifiques, remarquablement restituées[8] ».
- Daniel Galvez Vallejo, Chœur régional du Nord-Pas-de-Calais, Orchestre national de Lille, dir. Jean-Claude Casadesus (Harmonia Mundi, 1996 ; rééd. Naxos, 2003) [enregistrement réalisé en novembre 1995].
- Rolando Villazón, chœur Les Éléments, Orchestre national du Capitole de Toulouse, dir. Michel Plasson (Warner Classics, 2003).
- Kenneth Tarver, Seattle Symphony Chorale, Seattle Symphony, dir. Ludovic Morlot (Seattle Symphony Media, 2018).

### Biographie
- Hector Berlioz, Mémoires, Paris, Flammarion, coll. « Harmoniques », 1991 (ISBN 978-2-7000-2102-8) présentés et annotés par Pierre Citron,
- Pierre Citron, Cahiers Berlioz no 4, Calendrier Berlioz, La Côte-Saint-André, Musée Hector-Berlioz, 2000 (ISSN 0243-3559).

### Monographies
- Pierre-René Serna, Berlioz de B à Z, Paris, Van de Velde, 2006, 264 p. (ISBN 2-85868-379-4)

### Articles et analyses
- Joël-Marie Fauquet, Catherine Massip et Cécile Reynaud (dir.), Berlioz : textes et contextes, Paris, Société française de musicologie, 2011, 326 p. (ISBN 978-2-853-57022-0).
Julian Rushton (trad. Catherine Massip), Le Prix de Rome : Berlioz et ses rivaux, p. 15–33.
Cécile Reynaud, Berlioz et les cantates du Prix de Rome, p. 59–69.
- Oliver Vogel et Vincent Giroud, « Le concours du prix de Rome de 1827 », dans Julia Lu et Alexandre Dratwicki (coord.), Le Concours du prix de Rome de musique (1803-1968), Lyon, Symétrie / Palazzetto Bru Zane, coll. « Perpetuum mobile », 2011, 904 p. (ISBN 978-2-914373-51-7, présentation en ligne), p. 411-437